# Tordylium aegaeum
Tordylium aegaeum är en flockblommig växt som beskrevs 1968 av Hans Runemark. Arten ingår i släktet Tordylium och familjen Apiaceae. Inga underarter finns listade i Catalogue of Life. Arten förekommer främst på öar och i kustområden i centrala och sydöstra Egeiska havet.